# Carsten Niebuhr

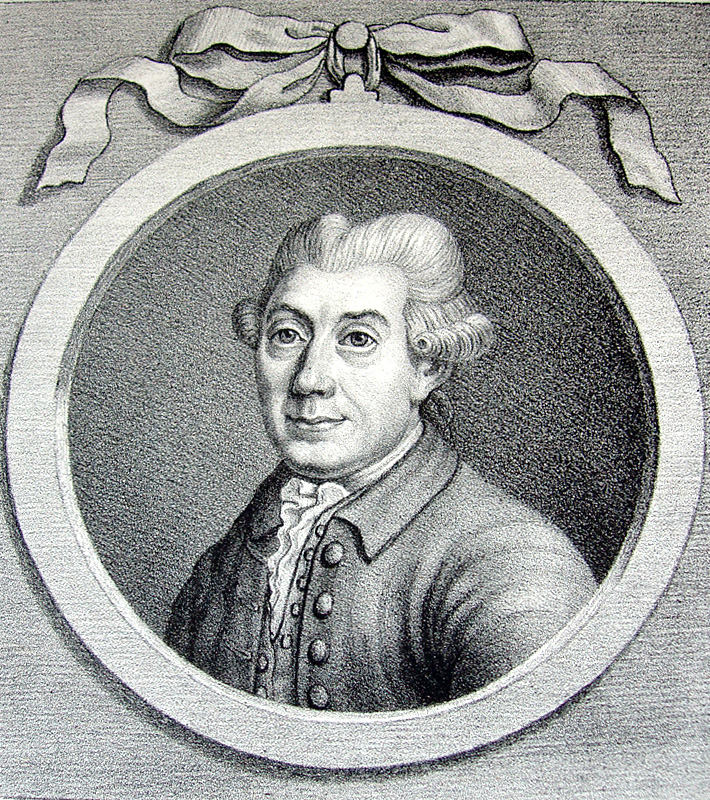
Carsten Niebuhr

Carsten Niebuhr (Lüdingworth (tegenwoordig  Landkreis Cuxhaven, Land Hadeln), 17 maart 1733 - Meldorf (Ditmarsch), 26 april 1815) was een Duits wiskundige, cartograaf en ontdekkingsreiziger in Deense dienst. Hij is vooral bekend vanwege de Deense expeditie naar Arabië in 1761-1767, die hij als enige overleefde.

## Leven
Niebuhr werd geboren in Lüdingworth als zoon van een herenboer. Hij moest zijn schooleducatie afbreken op tienjarige leeftijd, toen zijn vader overleed (zijn moeder was kort na zijn geboorte overleden). Desondanks was hij zeer geïnteresseerd in wiskunde, en slaagde hij er zelfs in enige ervaring op te doen in de landmeetkunde. Toen hij 22 jaar was ging hij alsnog studeren in Hamburg en vervolgens aan de universiteit van Göttingen. In 1758 kreeg hij een aantrekkelijk aanbod uit Denemarken: men zocht een wiskundige en cartograaf voor de voorgenomen wetenschappelijke expeditie naar Egypte, Arabië en Syrië die werd voorbereid door Frederik V van Denemarken. Als voorbereiding studeerde hij anderhalf jaar wiskunde en andere onderwerpen die op de reis van pas zouden komen (hij leerde onder andere wat Arabisch).
In januari 1761 vertrok de expeditie vanuit Kopenhagen naar Alexandrië in Egypte. Het gezelschap reisde verder naar Suez (Niebuhr bezocht de Sinaïberg), Jeddah en Mokka. Hier overleden twee expeditieleden. De overige leden reisden verder naar Sana'a in Jemen, maar konden het klimaat niet verdragen en keerden terug naar Mokka. Niebuhr bleef in leven door de inheemse kleding- en voedingsgewoonten over te nemen. Vanuit Mokka reisde de expeditie verder naar Bombay, maar onderweg en kort na aankomst stierven nog twee expeditieleden. Niebuhr bleef als enige over. Hij bleef veertien maanden in Bombay en keerde daarna terug naar Denemarken via Masqat, Bushehr, Shiraz en Persepolis. Zijn tekeningen van de inscripties in Persepolis werden later mede de basis van de ontcijfering van het spijkerschrift en daarmee van de Assyriologie. Hij bezocht verder Babylon (en maakte belangrijke tekeningen van de ruïnes), Bagdad, Mosoel en Aleppo. Waarschijnlijk heeft hij ook de Behistuninscriptie gezien rond 1764. Hij bezocht Cyprus en reisde rond in Palestina, stak het Taurusgebergte over naar Brussa en bereikte Constantinopel in februari 1767. In november van dat jaar keerde hij terug in Kopenhagen.
Niebuhr trouwde in 1773 en had gedurende enige jaren een betrekking in het Deense leger, waardoor hij in Kopenhagen kon blijven wonen. In 1776 werd hij gekozen als buitenlands lid van de Koninklijke Zweedse Academie van Wetenschappen. In 1778 accepteerde hij een positie als ambtenaar in Deens Holstein. Hij verhuisde naar Meldorf en woonde hier tot zijn dood in 1815. Hij was de vader van de geschiedkundige Barthold Georg Niebuhr, die in 1817 een verslag van zijn vaders leven publiceerde.

## Werken

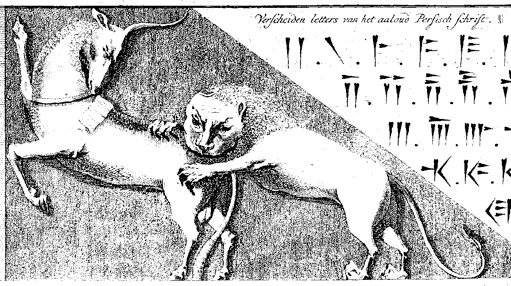
Gravure van een reliëf in Persepolis met leeuw die een stier vangt en “Verscheiden letters uit het aaloud Perzisch Schrift” (uit Voyage en Arabie et en d’autres pays circonvoisins. Amsterdam, 1779).

Niebuhrs rijk geïllustreerde Beschreibung von Arabien werd in 1772 gepubliceerd in Kopenhagen met subsidie van de Deense regering.
Hierna volgden twee delen Reisebeschreibung von Arabien und anderen umliegenden Ländern (1774 en 1778). Vooral het tweede deel, waarin nauwkeurige kopieën van spijkerschriftinscripties in Persepolis stonden, bleken uitermate belangrijk. Niebuhr toonde aan dat de drie drietalige inscripties in Persepolis in drie verschillende soorten spijkerschrift waren geschreven (hij noemde ze Klasse I-II-III) en dat ze van links naar rechts gelezen worden. Deze eerste (vrijwel) complete en accurate publicatie van de inscripties zou later van groot belang zijn bij de ontcijfering van het spijkerschrift en de herontdekking van de uitgestorven talen Oudperzisch, Akkadisch en Soemerisch.
Het derde deel, gebaseerd op materiaal dat verzameld was door de Arabische expeditie, werd pas in 1837 gepubliceerd, geredigeerd door zijn dochter.
Nederlandse en Franse vertalingen van Niebuhrs reisverslag verschenen nog tijdens zijn leven, evenals een Engelse samenvatting van de drie door hemzelf uitgegeven delen onder de titel "Travels through Arabia" (bewerkt door Robert Heron en uitgegeven in Edinburgh, 1792).
Tijdens zijn leven publiceerde Niebuhr artikelen over de binnenlanden van Afrika, politieke en militaire aspecten van het Ottomaanse Rijk en andere onderwerpen in het Duitse wetenschappelijke tijdschrift Deutsches Museum. Verder redigeerde en publiceerde hij het werk van zijn vriend en reisgenoot Peter Forsskål, de bioloog van de Arabische expeditie, onder de titels Descriptiones animalium, Flora Ægyptiaco-Arabica en Icones rerum naturalium (Kopenhagen, 1775-1776).

## Trivia
De afdeling Oosterse Studies van de Universiteit van Kopenhagen droeg voorheen de naam “Carsten Niebuhr Instituut”. Tegenwoordig is de “Carsten Niebuhr-sectie” (Arabisch, Assyriologie, Egyptologie, Hebreeuws, Midden-Oosten-studies, archeologie van het Nabije Oosten, Perzisch, Turks) onderdeel van het “Department of Cross-Cultural and Regional Studies”.